# Persecución del budismo en los años Hui Chang

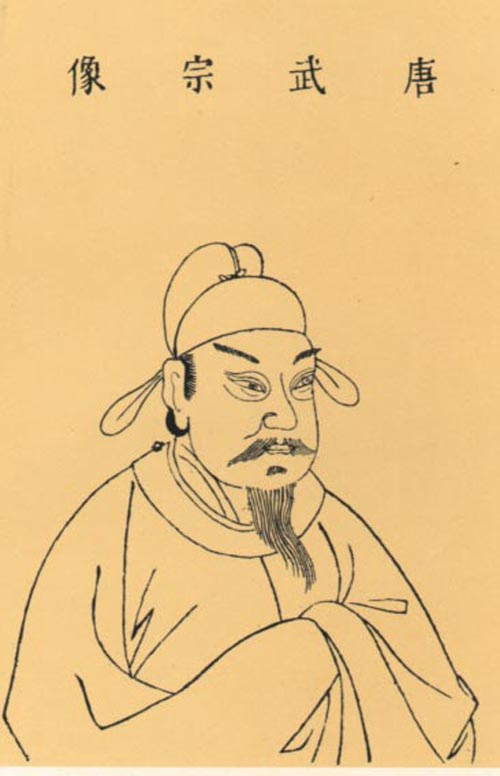
El emperador Wuzong de Tang reinó entre los años 840 y 846

La persecución del budismo en los años Hui Chang (chino: 会昌毁佛) fue iniciada por el emperador Wuzong (Li Chan) de la dinastía Tang durante la era Hui Chang (841-845). Entre sus propósitos estaba apropiarse de fondos de guerra y limpiar China de influencias extranjeras. Como tal, la persecución se dirigió no solo contra el budismo, sino también contra otras religiones, como el zoroastrismo, el cristianismo nestoriano y el maniqueísmo.